# 北条高則
北条 高則（ほうじょう たかのり、生没年不詳）は、鎌倉時代後期の北条氏の一門。赤橋高則とも称される。父は赤橋流北条氏の北条義宗。祖父が第6代執権の北条長時。兄は北条久時。母は不明。官位は下野守。